# 化学物质毒性数据库
化学物质毒性数据库（RTECS，Registry of Toxic Effects of Chemical Substances）是一個记录化学物质毒性資料的數據庫。它的资料均来源于公开的科学文献，不过并没有指出那些研究报道是否足够可靠。
在2001年之前这个数据库是美国国家职业安全卫生研究所（NIOSH）的一个免費提供的出版物。如今RTECS属于硅谷高科技公司，並且只能通过收費訂閱方式获得。 

## 内容
RTECS中主要包括以下六大类化学物质的毒性数据：
1. 直接刺激性（Primary irritation）
2. 致突变性（Mutagenic effects）
3. 对生殖的影响（Reproductive effects，即致畸性）
4. 致肿瘤性（Tumorigenic effects）
5. 急性毒性（Acute toxicity）
6. 其他多剂量毒性 (Other multiple dose toxicity)

其中记录有该化学物质的数值毒性值，如半数致死量（LD50或LC50），最低中毒剂量（TDLo），最低中毒浓度（TCLo）等，以及实验所使用的物种和给药途径。除此之外，所有的数据也都列出了其文献来源，然而并没有对其有任何的评估。

## 歷史
RTECS根据美国于1970年颁布的职业安全和健康法（PL 91-596）第20条(a)(6)款建立，是一项美国国会授权的活动。它原先的版本，有毒物质列表（Toxic Substances List），于1971年6月28日发布，包括了约5,000种化学物质的毒理学资料。不久，其名称就变为了现在的化学物质毒性数据库（Registry of Toxic Effects of Chemical Substances）。截至2001年1月，该数据库已包含有152,970种化学物质。2001年12月，RTECS被NIOSH转让给了爱思唯尔MDL（Elsevier MDL），一家私营公司。随后，硅谷高科技公司于2007年收购了爱思唯尔公司的MDL，RTECS也在收购内容中。如今这个数据库只能通过每年的收费订阅来获得。
RTECS由加拿大职业健康安全中心（Canadian Centre for Occupational Health and Safety）提供，有英語，法語和西班牙語三个语言版本。用户可通过互联网、企业内部局域网或光盘的方式订阅获得，也可以在美国国家信息服务公司（NISC，National Information Services Corporation）及专家出版公司（Expert Publishing, LLC）上找到。